# Cinema giallo
Il cinema giallo, nel senso più ampio, è un genere cinematografico che tratta del genere narrativo giallo. I film appartenenti a questo genere coinvolgono generalmente vari aspetti del crimine e della lotta allo stesso. Stilisticamente, il genere può sconfinare e combinarsi con molti altri generi cinematografici, primo fra tutti il dramma, ma anche la commedia e, a sua volta, è diviso in molti sottogeneri, come ad esempio il noir.

## Storia
Nasce e si sviluppa all'inizio negli anni trenta del Novecento, quasi contemporaneamente al periodo di maggior successo del genere letterario che negli stessi anni viveva la sua età dell'oro. È infatti dalle opere letterarie gialle di maggior successo che i registi del genere attingeranno per le loro pellicole, a partire dai romanzi e dai racconti di Agatha Christie con protagonisti Miss Marple o Hercule Poirot, ma anche dalle indagini di Sherlock Holmes, il personaggio ideato da Arthur Conan Doyle.
In Italia il termine "giallo" nasce grazie alla pubblicazione dei "Gialli Mondadori" (1929) e all'intuizione dell'editore Arnoldo Mondadori.
Il film "giallo" non esiste nella cultura americana dove questi film vengono chiamati con l'accezione più ampia di Thriller, Film Noir, Mystery, Crime Story.
Dagli anni quaranta, con l'avvento dell'hard boiled e del noir, i protagonisti diventano i duri, come l'Humphrey Bogart de Il mistero del falco. Negli anni cinquanta e sessanta il genere giallo prende sempre di più le sfumature della spy story, mentre tra gli anni settanta e ottanta si sviluppa il thriller nelle sue tantissime accezioni.

## Sottogeneri
Come per il genere letterario, anche nel cinema giallo si possono identificare alcuni sottogeneri, dalle tematiche diverse, che si sono sviluppati prevalentemente in Europa e negli Stati Uniti. Questi sottogeneri sono comunque spesso intrecciati tra loro e i loro confini sono molto labili.
- Film gialli classici - sono pellicole che fanno riferimento al genere del giallo deduttivo. Tipici esempi sono i film ispirati dalle opere di Agatha Christie, come Assassinio sull'Orient-Express di Sidney Lumet.
- Film poliziesco - dove la trama è focalizzata per lo più sulle indagini di polizia. Tipici esempi possono essere Maigret a Pigalle di Mario Landi o i più recenti film della serie dell'ispettore Callaghan.
- Film di gangster - le pellicole che fanno riferimento a questo genere sono per lo più focalizzate sulla figura del criminale e un tipico esempio è la saga cinematografica de Il padrino, tratta dai romanzi di Mario Puzo, ma anche i film del genere yakuza, sviluppatosi prevalentemente in Giappone.
- Film thriller - i film di questo sottogenere sono i più diffusi, tanto che spesso la locuzione film gialli viene utilizzata per identificare le pellicole specificatamente thriller. In realtà ciò che contraddistingue queste opere da altre appartenenti al genere giallo è la primaria presenza di suspense e di una certa dose di azione, costruite grazie all'utilizzo degli accorgimenti tipici del genere: i cliffhanger o le scene in slow-motion. All'interno di questa categoria possono essere individuate diverse accezioni, tra le altre:
  - Thriller d'azione - i film di questo tipo sono frutto dell'incontro tra il genere thriller e il film d'azione.
  - Thriller legale - con protagonisti avvocati o magistrati che agiscono dentro e fuori le aule di tribunale, come ad esempio La parola ai giurati, del 1957, anch'esso diretto da Sidney Lumet.
  - Thriller medico - i personaggi sono per lo più medici e le investigazioni scientifiche sono al centro della scena.
  - Techno-thriller - dove i personaggi hanno a che fare con le più moderne tecnologie, e la trama si svolge normalmente intorno ai potenziali utilizzi criminali delle stesse. Un tipico esempio di questo genere è Caccia a Ottobre Rosso di John McTiernan.
- Film noir - l'aggettivo noir (nero) fa riferimento alla cupezza di queste pellicole, sia per quel che riguarda il loro contenuto, attinto dalle opere letterarie hard boiled, sia per gli aspetti di carattere prettamente formale (forte uso del chiaroscuro, inquadrature distorte) che ricordano il cinema espressionista di Fritz Lang o di Friedrich Wilhelm Murnau.
- Film protogiallo - le pellicole italiane prodotte nel periodo che va dal muto fino al 1963, anno della nascita del Giallo all'italiana (La ragazza che sapeva troppo di Mario Bava) e che già contengono gli stilemi classici del genere, come L'albergo degli assenti, Il bivio eTerrore sulla città.
- Film di spionaggio - il tema centrale delle pellicole di questo genere, note anche come spy story, è lo spionaggio internazionale; in senso più ampio, include pellicole anche molto diverse fra loro, dai gialli classici, al noir, ai film d'azione fino ad arrivare a film di fantapolitica o di fantascienza. Molto celebri sono i film dedicati a James Bond, il personaggio letterario nato dalla penna di Ian Fleming.

Alcuni sottogeneri si sono sviluppati in modo specifico in Italia, tra gli anni settanta e i primi ottanta del Novecento:
- Giallo all'italiana - il giallo all'italiana è un genere che mescola atmosfere thriller e tematiche tipiche dei film horror con derive slasher e splatter, tipiche dei film d'exploitation. Tra gli autori si ricordano Dario Argento, Mario Bava e Sergio Martino.
- Film poliziottesco - genere la cui trama è basata su indagini poliziesche. I poliziotteschi hanno preso spesso spunto da fatti di cronaca nera dell'epoca, sviluppandoli in chiave enfatica (i film del commissario Betti, con Maurizio Merli), cinica (ad esempio Il boss di Fernando Di Leo) o comica (ad esempio le pellicole con l'Ispettore Giraldi, già Maresciallo Giraldi, interpretato da Tomas Milian).